# 407 다크 플라이트 3D
407 다크 플라이트 3D(407 Dark Flight 3D)는 태국에서 제작된 이사라 나디 감독의 2012년 공포, 스릴러 영화이다. 마샤 왓타나파니크 등이 주연으로 출연하였다.

## 출연

### 주연
- 마샤 왓타나파니크
- 피터 나이트
- 파라메즈 노이암
- 언차리 핫사디비치트